# Dolné Plachtince
Dolné Plachtince jsou obec v okrese Veľký Krtíš v Banskobystrickém kraji na Slovensku. Leží na jižním úpatí Krupinské planiny přibližně 4 km západně od okresního města. Žije zde 603 obyvatel.
První písemná zmínka o obci pochází z roku 1243. V obci se nachází římskokatolický kostel svatého Martina z roku 1935, který byl postaven na místě starší středověké budovy.

## Osobnosti
- Ctibor Filčík (1920–1986), slovenský herec
- Štefan Kvietik (* 1934), slovenský herec a divadelní pedagog